# Ел Сафах
Абу ел Абас Абд Алах ибн Мухамед (арап. أبو العباس عبد الله ابن محمد ابن علي), познатији под именом ел Сафах (арап. السفّاح; Хумајма, 722 — Анбар, 8. јун 754) био је први абасидски калиф (750—754). Био је чукунунук Мухамедовог стрица Абаса, по коме је династија коју је основао и понела име.
На историјску сцену ступио је као истакнути учесник велике побуне против Омејада познате као Абасидска револуција. Побуна је за кулминирала битком на реци Заб 750. године, после које је прогласио Абасидски калифат. Спровео је масовна убиства над члановима Омејадске династије, да му они не би потенцијално оспорили титулу калифа. Током своје кратке владавине настојао је да консолидује своју власт и створи чвршће основе новонастале државе. Услед свега овога, није ни покушавао да успостави абасидску власт на Магребу и у Ал Андалузу. Сафах је био први калиф који није владао свим муслиманима.
Године 751. његове трупе су поразиле војску кинеске династије Танг у бици код Таласа, чиме је учвршћен положај младог калифата на истоку. Контакт са Кинезима донео је Арабљанима технологију прављења папира, што је омогућило зачетак Златног доба ислама.

## Порекло и пут до власти
Абу ел Абас је припадао Хашемитима, огранку племена Курејш. Његов чукундеда био је стриц пророка Мухамеда и асхаби Абас ибн Абд ел Муталиб, по коме је Абасиди и добили име. У време Абу ел Абасовог рођења, Абасиди су живели на територији данашњег Јордана, док је читавим муслиманским светом владао Омејадски калифат. Незадовољство владавином Омејада, које је у то време постајало свеопште, довело је до све раширенијих прича о крају света и доласку махдија, који ће суделовати у победи над Злом. Године 747. Абасиди предвођени Абу ел Абасовим братом имамом Ибрахимом побунили су се у Хорасану. Абу ел Абас се истицао својом критиком хедонистичке владавине Омејада, потпуно несвојствене Мухамеду. Изјавио је:
Тешко Омејадима; подређивали су пролазно вечном; огрезли су у злочин; узимали су забрањене жене.
Многи незадовољни муслимани сматрали су да ће проблеми унутар њихове заједнице бити решени кад би се на њиховом челу нашла личност из Мухамедовог клана. Ово је Абасидима давало нарочито велике изгледе услед родбинске повезаности са Пророком. Велики број хадиса, Мухамедових поука, навео је шиите да верују да се међу коловођама побуне могу наћи махдија. Чињеница да је омејадска застава била беле боје, боје жалости у средњовековном Ирану, док је абасидска била црна, додатно је појачавала уверења да се ради о борби добра и зла.
Побуна се убрзано ширила. Следеће године у Хорасану се побунио и харизматични мистик Абу Муслим, захтевајући строги ислам и владавину једног Мухамедовог потомка. Смрт тамошњег гувернера Насра ибн Сајара само је убрзала слом омејадске власти. Пошто су завладали читавим Хорасаном, побуњеници су почели да продиру на запад. Већ 749. завладали су читавим Ираном и почели да улазе у Ирак. Ибрахим је у то време био заробљен, убрзо и убијен. Почетком октобра абасидска војска је ушла у Куфу, где су Хашемити изабрали Абу ел Абаса за новог вођу. Он није био проглашен за калифа, његов приоритет било је сламање омејадске власти, али је ту вероватно постигнут договор о његовом будућем проглашењу. Револтирани шиити, привржени ставу да само Алијини потомци могу да буду калифи, ускратили су му своју подршку. Абу Муслим је био неодлучан. Међутим, чак и без њих Абу ел Абас је окупио значајне снаге.

## Калиф

### Устоличење и обрачун са Омејадима
Калиф Марван II се са око 100.000 ратника, из свог главног града Харана, упутио у правцу Хорасана и 25. јануара 750. године сукобио се са Абу ел Абасом у бици на реци Заб, источно од Тигра. Иако бројчано надмоћне, Марванове трупе биле су добрим делом сачињене од демотивисаних регрута, за разлику од абасидских, које су су се бориле са јасним циљем. Такође, Абас се показао као врсни војсковођа. Наредио је да се трупе густо распореде и да се испред њих постави коље, о које се разбио јуриш омејадске коњице. Омејадске снаге биле су поражене и натеране у бекство. Чак 300 чланова Омејадске династије пало је у бици. Бежећи пред непријатељем, Марван се прво упутио у Дамаск. Кад је дугогодишња омејадска престоница одбила да га прими, отишао је у Палестину, па у Египат, покушавајући да скупи нове снаге којима би наставио рат. Одмах после победе Абас се прогласио за калифа, што је добило нарочиту тежину његовим уласком у Дамаск. Тим чином укинут је калифат Омејада и успостављен калифат Абасида.
Абу ел Абас је послао наоружане коњанике да убију преостале Омејаде. Дана 6. августа калиф Марван је био ухваћен у једној цркви у Абусиру у Египту. Напуштен од већине својих присталица, калиф је сам напао абасидске војнике на вратима цркве и ту погинуо. Његова одсечена глава послата је Абасу. Чинећи све да би осигурао своју власт, нови калиф је убрзо обећао амнестију и повраћај имовине свим Омејадима под условом да му приступе и закуну му се на оданост. Савременик догађаја говори да се тада појавило деведесет неупућених мушкараца и жена у чију је част била приређена гозба, која је требало да обзнани калифове мирољубиве намере. Међутим, пре него што су приступили обеду, слуге су упале у собу са тољгама и сабљама и све их поубијале. Неки извори говоре да су њихова тела потом била убачена у јела са јагњетином.
Од Омејада је преживео само Абдурахман, унук калифа Хишама. Већ на вест о исходу битке на Забу, он и његов брат кренули су на исток да се сакрију у неком од персијских села. Абасови људи су их заробили у непосредној близини реке Тигар. Абдурахман је скочио у воду и побегао, док је други брат био обезглављен. Домогавши се супротне обале, Абдурахман је побегао у Египат, па према Ифрикији. У северној Африци је покушао да успостави своју државу. Не успевши у томе, побегао је у Ал Андалуз и, користећи потпуно хаотичну ситуацију тамо, основао је Кордопски емират 756. године, чиме је дошло до трајне политичке поделе исламског света. Његова грана династије Омејада преживеће на овим просторима до 11. века.
Преузевши место калифа, Абас је узео име ел Сафах. Изворно, ово је била месијанска титула из хадиса о махдију. У старијим облицима арапског значила је „дарежљив”, од арапског „јасфах”, у значењу „излити”, имплицирајући на либералну и дарежљиву нарав новог владара ка својим поданицима. У модерном арапском реч је добила негативну конотацију — „кољач”. Порекло овог назива повезује се са уништењем династије Омејада, нарочито са убиством последњег калифа ове династије.

### Унутрашња политика
Ел Сафах је испрва изабрао Куфу за своју престоницу. Године 752. престоницу је преместио у Анбар, у чијој близини је направио град за стационирање својих хорасанских трупа. У сваком случају, ово је означило премештање тежишта моћи калифата из Сирије у Ирак. Калиф се нарочито трудио да поново изгради централну власт и успостави државни апарат који је требало да буде темељ нове државе. Његове напоре пратиле су бројне побуне у Сирији и Месопотамији. Једно од основних обележја новог државног апарата била је доминација неарапских народа у администрацији. Персијанци, несторијанци и Јевреји су по први пут у исламском свету добили могућност да се попну на високе функције. То је додатно допринело исламизацији истих, нарочито Персијанаца, који су средином 8. века још увек били прилично неинтегрисани у исламски свет, задржавши много традиција зороастризма. Иако су шиити сматрали Сафахово устоличење чином издаје, њихов однос према новом калифу био је поприлично благ, нарочито ако упоредимо однос са претходном династијом.

### Спољна политика
Неколико година Гао Сјанџи, бриљантни војсковођа кинеске династије Танг, постепено је напредовао кроз Азију, допирући до источних обода исламског света у Согдијани. Ослабљени Омејади нису били у стању да предузму нешто озбиљније против њега. Међутим, ситуација се знатно променила успостављањем Абасидског калифата. Сафах је послао око 100.000 војника у средњу Азију. У бици код Таласа 751. године абасидске снаге предвођене Зијадом ибн Салихом и Абу Муслимом лако су потукле око 30.000 војника генерала Гаоа. Кинеске трупе биле су скоро потпуно уништене и Гао се са свега неколико хиљада војника вратио у домовину. Битком код Таласа стало се на пут неконтролисаном јачању моћи династије Танг у средњој Азији, док је ударен темељ даљој исламизацији ове области. Сафах је потом настојао побољша односе са Кином отворивши неколико амбасада на Далеком истоку. По традицији, заробљени Кинези су упознали исламски свет са вештином прављења папира, који је почео да се прозиводи у Самарканду непосредно након битке. Доступност папира олакшала и убрзала бележење и ширење информација и учинила их шире доступним. Новонастала експлозија књижевности обухватала је све области природних наука, математике, географије и путописа. Све ово је увелико је допринело зачетку Златног доба ислама. Због тога битка код Таласа представља можда и најзначајнији догађај ел Сафахове владавине.
Византија је имала много користи од пређашњег грађанског рата, а још додатно од премештања престонице из Сирије у Месопотамију. Снажан арабљански притисак на византијске границе је попустио до те мере да је хришћанска царевина кренула у офанзиву. Године 752. византијски цар Константин V прешао је Еуфрат и упао у Јерменију и Месопотамију. Освојио је важне пограничне тврђаве, Теодосиполис и Мелитену, и заробио велики број људи. Иако је Сафахова војска је убрзо повратила изгубљене градове, Константинове победе имале су за Византинце велики морални значај. Византијско-арапски ратови прешли су у оквире пограничних сукоба.

## Смрт и наследство
Дана 8. јуна 754. године Сафах је умро од малих богиња у својој палати Анбару, где је и сахрањен. Према одређеним наводима убио га је старији полубрат Абу Џафар Абдулах, али се они у главном одбацију. У сваком случају, Абу Џафар Абдулах га је наследио, узевши име ел Мансур („Победник”). Сафахова прерана смрт донела је многе проблеме младом калифату. Његов стриц Абдулах ибн Али се побунио тражећи за себе титулу калифа. Делује и да је Абу Муслим, ствари господар Персије и Хорасана, исказивао све мању лојалност. Међутим, ел Мансур је успео брзо да елиминише прво Абдулаха 754. године, па Абу Муслима 755. године. Ел Мансур је наставио Сафахову политику консолидације власти и због свог успеха у њој сматра се чак правим оснивачем Абасидског калифата.
Сафах је имао супругу Ум Саламу бинт Јакуб ел Макзумију, која је била потомак брата Мухамедовог генерала Халида ибн ел Валида и пре њега била удата за два омејадска принца. Са њом је имао сина Мухамеда и кћерку Рајту. Мухамед се посветио песништву и није играо никакву политичку улогу, док је Рајта била супруга трећег абасидског калифа ел Махдија, ел Мансуровог сина.